# Tinos
Tinos (em grego:  Τήνος, Tínos) é uma ilha grega, no mar Egeu. Faz parte do arquipélago das Cíclades. Tem 8754 habitantes (censo de 2001). A sua capital é Tinos.

## História
A antiga cidade de Tinos situa-se no sudoeste da ilha, no lugar onde hoje está Aios Nikólaos na capital actual. Nos seus arredores fica um templo dedicado a Poseidon, situado numa cova, onde se celebravam festivais a que assistiam quase todos os habitantes da ilha. Poseidon surge nas moedas de Tinos. Outra cidade da ilha foi Eríston, no interior, onde agora está o povoado de Komi. Uma curiosidade de Tinos era uma fonte de água que não se podia misturar com vinho, que era e é ainda o produto principal da ilha, onde se destaca a malvasia, originalmente surgida em Monemvasia, no Peloponeso.
Os seus nomes antigos foram Hidrussa e Ofiússa. Este último nome era devido à abundância de serpentes.
Quando Xerxes I invadiu a Grécia os habitantes de Tinos, e de outras ilhas, tiveram que aceitar o domínio persa e servir o seu exército. Uma trirreme da ilha desertou na Batalha de Salamina (480 a.C.) e, assim o nome de Tinos foi inscrito em Delfos entre os estados gregos que derrotaram os persas. Também teve o nome inscrito na estátua de Zeus em Olímpia com todos os estados que combateram em Plateia. Posteriormente foram aliados de Atenas, cidade a que pagavam tributo de 3600 dracmas.
Alexandre de Feras deteve a ilha por um tempo, e depois Marco António cedeu-a a Rodes.
De 1207 a 1715 Tinos foi um protectorado veneziano antes de estar sob domínio do Império Otomano (pela paz de Passarowitz) até 1821, quando integrou o novo estado da Grécia.

## Unidade regional
Tinos é uma unidade regional localizada na região do Egeu Meridional. Foi criada a partir da reforma governamental instituída pelo Plano Calícrates de 2011, através da divisão de parte da extinta Prefeitura das Cíclades. É subdividida em apenas 1 município, Tinos.